# Sabin Bilbao
Sabin Bilbao Bolumburu (Lujua, Vizcaya, 16 de enero de 1960) es un exfutbolista español que se desempeñaba como defensa.

## Clubes
| Club                         | País   | Año       |
| ---------------------------- | ------ | --------- |
| SD Erandio                   | España | 1982-1984 |
| Deportivo Alavés             | España | 1984-1986 |
| Sestao S. C.                 | España | 1986-1989 |
| R. C. Deportivo de La Coruña | España | 1989-1993 |
| Granada C. F.                | España | 1993-1994 |